# دریا (فیلم ۲۰۰۲)
دریا (انگلیسی: The Sea) فیلمی ایسلندی در سبک درام و کمدی به کارگردانی بالتاسار کورماکور است که در سال ۲۰۰۲ منتشر شد. از بازیگران آن می‌توان به الن دو فوژرول و اسون نردین اشاره کرد.